# Bailleul-aux-Cornailles
Bailleul-aux-Cornailles is een gemeente in het Franse departement Pas-de-Calais (regio Hauts-de-France) en telt 232 inwoners (1999). De plaats maakt deel uit van het arrondissement Arras.

## Geografie
De oppervlakte van Bailleul-aux-Cornailles bedraagt 6,9 km², de bevolkingsdichtheid is 33,6 inwoners per km².
De onderstaande kaart toont de ligging van Bailleul-aux-Cornailles met de belangrijkste infrastructuur en aangrenzende gemeenten.

## Demografie
Onderstaande figuur toont het verloop van het inwonertal (bron: INSEE-tellingen).